# Nadelwald-Anhängsel-Röhrling
Der Nadelwald-Anhängsel-Röhrling (Butyriboletus subappendiculatus, Syn.: Boletus subappendiculatus), auch Falscher Anhängsel-Röhrling genannt, ist eine seltene Pilzart aus der Familie der Dickröhrlingsverwandten (Boletaceae). Die Art ist ein Doppelgänger des Anhängsel-Röhrlings (Butyriboletus appendiculatus), der überwiegend in Laubwäldern vorkommt.

## Merkmale

### Makroskopische Merkmale

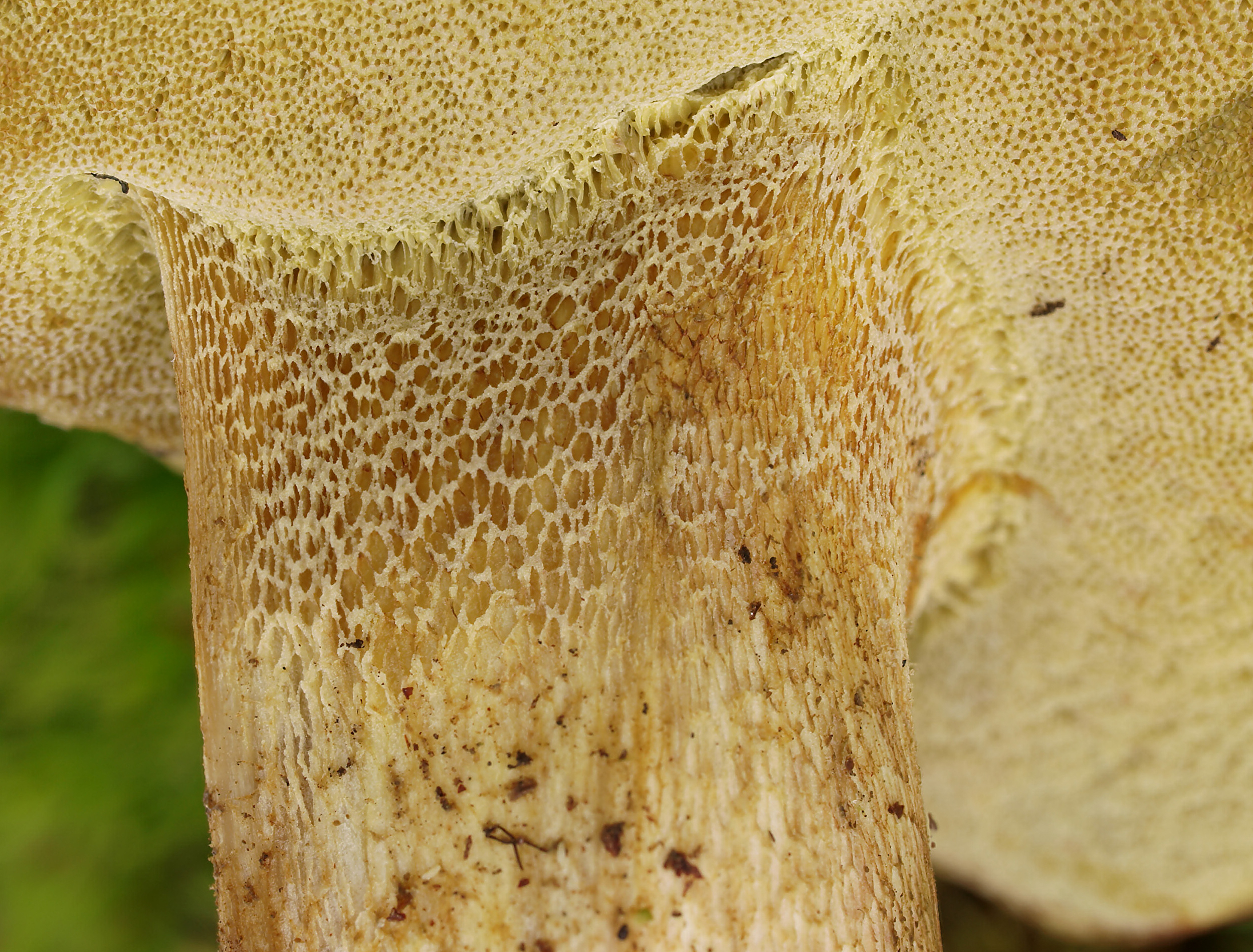
Typisch für den Nadelwald-Anhängsel-Röhrling ist das gelbe Stielnetz

Der bis zu 8 cm breite Hut ist anfangs halbkugelig, später konvex bis flach-konvex geformt. Nur selten zeigt er sich flach oder leicht abgeflacht. Die glatte, faserig oder fein rissige Hutoberfläche ist trocken. Lediglich alte Fruchtkörper sind bisweilen schwach schmierig. In der Regel steht die Huthaut am Rand über. Das Farbspektrum reicht von bräunlich-orange, sonnengebräunt-hautfarben über zimtbraun, hellbraun bis gelbbraun oder freudig lehmfarben. Druckstellen auf der Oberfläche verfärben nicht. Der Stiel kann bis zu 13 auf 5,5 cm groß werden und besitzt manchmal eine wurzelnde Stielbasis. Zunächst kugelig bis eiförmig nimmt der Stiel schließlich eine für Dickröhrlinge typische, keulige oder gelegentlich zylindrische Form an. Meist ist er gelblich-weiß, blass gelb oder pastell-gelb gefärbt. Selten sind die Farben zum Teil oder vollständig weißlich oder bräunlich ausgewaschen. Mitunter zeigt der Stiel in der Mitte oder im oberen Drittel eine rötlich-weiße, blass gelbe oder bräunlich-orange Zone. Die gesamte Oberfläche oder zumindest die obere Hälfte ist mit einem feinmaschigen, gleichfarbigen, weißen oder gelblichen Netz besetzt. Die Farbe kann sogar rostorange, orange oder orange-rot ausfallen. Wie beim Hut zeigt auch die Stieloberfläche auf Druck keinen Farbumschlag. Das zitronengelbe, strohfarbene oder weißliche Fleisch ist unter der Huthaut, über den Röhren und unter der Stieloberfläche schwefelgelb, zitronengelb oder zitronen-chromgelb. In der Stielbasis ist es oft schmutzig lachsfarben bis blass pink, weinrötlich oder freudig lehmfarben gefärbt. Im Anschnitt zeigt es bei Luftkontakt kein Blauen. Die Röhren auf der Hutunterseite sind zu Beginn zitronengelb, dann gelb mit oliven Tönen und verfärben auf Druck nicht. Die Mündungen der Röhren sind erst zitronengelb, anschließend zeigen sie eine Gelbfärbung mit Olivtönen. Ältere Fruchtkörper haben bisweilen rostfleckige Poren, dunkeln auf Druck, aber blauen nicht. Sowohl der Geruch als auch der Geschmack sind unspezifisch.

### Mikroskopische Merkmale
Die Sporen sind 9,5–15 µm lang und 3–4,5 μm breit. Das Verhältnis von Länge zu Breite liegt zwischen 2,4 und 4,3; das Volumen beträgt 50 bis 149 μm³. An den keuligen, 30–39,5 × 7–10 μm großen Basidien reifen jeweils 4 Sporen heran. Die Hutdeckschicht ist ein Trichoderm aus verflochtenen, septierten und bisweilen verzweigten Hyphen. Die Pilzfäden sind gelblich gefärbt und außen fein inkrustiert. Die meist zylindrischen Endzellen besitzen abgerundete Spitzen.

## Artabgrenzung
Sehr ähnlich kann der „echte“ Anhängsel-Röhrling (Butyriboletus appendiculatus) aussehen. Der wärmeliebende Pilz ist jedoch in Laubwäldern mit Buchen, Eichen und Hainbuchen auf Kalkboden beheimatet. Der Nadelwald-Anhängselröhrling kann mikroskopisch durch die längeren und schmaleren Sporen abgegrenzt werden.

## Ökologie

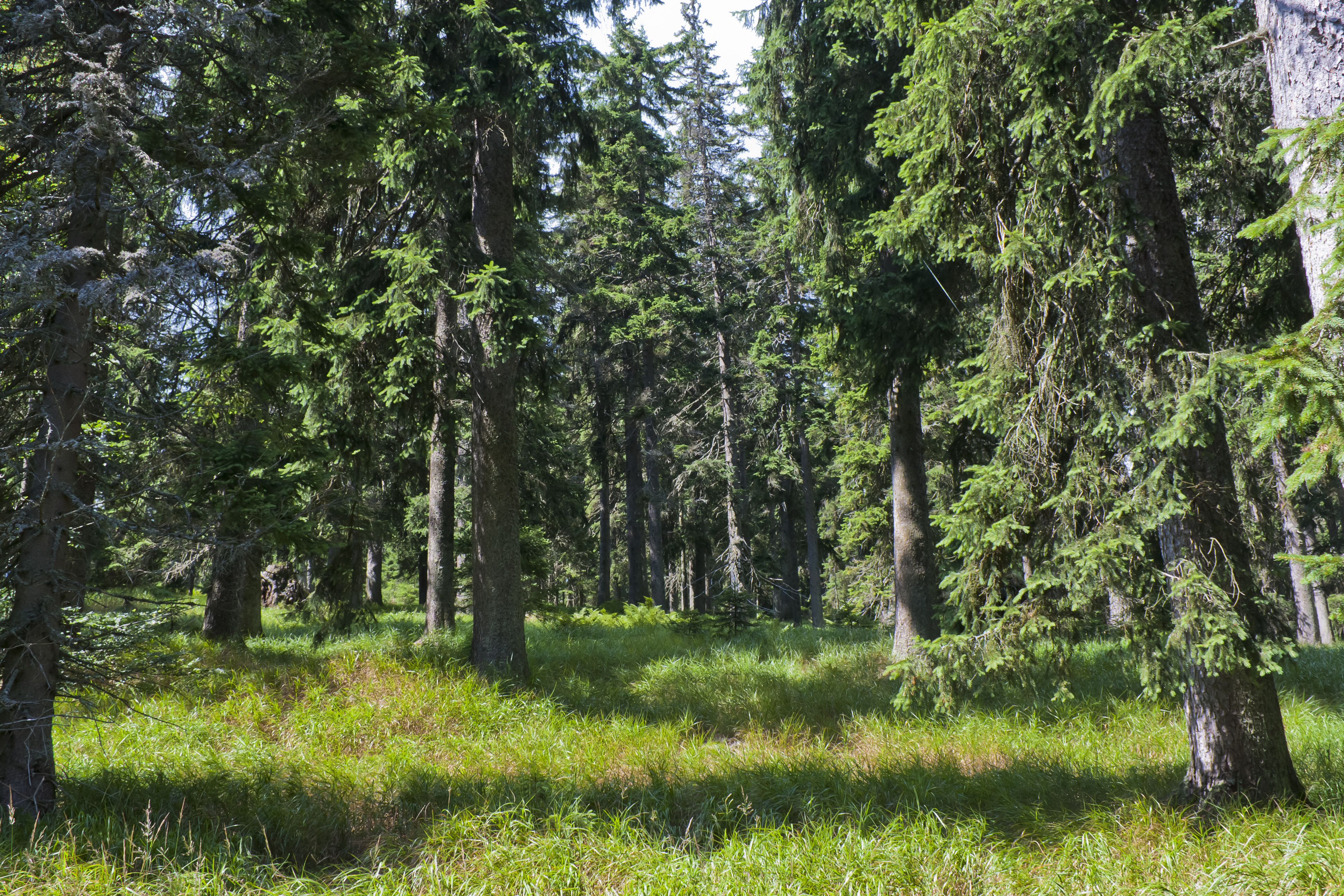
Der Nadelwald-Anhängsel-Röhrling wächst in bodensauren, gerne höher gelegenen Nadelwäldern an sonnigen Stellen.

Der Nadelwald-Anhängsel-Röhrling ist eine Art der höher gelegenen Nadelwälder mit Fichte, Kiefer und Lärche auf saurem Boden über Urgestein (z. B. Gneis, Granit) oder zumindest oberflächlich abgesäuertem Boden. Der Pilz bevorzugt wärmebegünstigte Standorte, wie er sie beispielsweise in lichten Hochwäldern und an Wegrändern vorfindet, und steigt bis in eine Höhe von 1.700 m ü. NN auf. Er ist ein Mykorrhizapartner der Fichte und wächst von Anfang Juli bis Mitte September.

## Verbreitung
Die Funde aus Deutschland konzentrieren sich auf den Süden von Baden-Württemberg und Bayern: der Schwarzwald, die Alpen und der Bayerische Wald. Außer einem Nachweis in Hessen fehlt die Art in der übrigen Republik. In Europa kommt der Nadelwald-Anhängsel-Röhrling in Frankreich, Italien, Norwegen, Österreich, Polen, der Slowakei, Slowenien, der Schweiz, Spanien, Tschechien und im Vereinigten Königreich vor. Auf der Balkanhalbinsel sind Funde aus Bulgarien, Griechenland, Montenegro und Serbien bekannt. Der einzige Nachweis in Asien stammt aus Anatolien in der Türkei. Der Dickröhrling wurde bislang in den europäischen Nachfolgestaaten der Sowjetunion nicht gefunden, ist dort aber vermutlich zu erwarten.

## Bedeutung
Wie sein naher Verwandter gilt der Nadelwald-Anhängsel-Röhrling als essbar, allerdings ist er ebenfalls in Deutschland nach der Bundesartenschutzverordnung geschützt und darf nicht gesammelt werden.